# Leporinus gossei
Leporinus gossei is een straalvinnige vissensoort uit de familie van de kopstaanders (Anostomidae). De wetenschappelijke naam van de soort is voor het eerst geldig gepubliceerd in 1991 door Géry, Planquette & Le Bail.
De typelocatie is de Marowijne van Suriname, maar hij komt ook in de Surinamerivier voor. Het is een zoewatervis van helder rivierwater in het binnenland. De vis kan 25 cm lang worden.